# Electra zhoushanica
Electra zhoushanica är en mossdjursart som beskrevs av Wang 1988. Electra zhoushanica ingår i släktet Electra och familjen Electridae. Inga underarter finns listade i Catalogue of Life.